# Suzuki DR 125
L'appellation « Suzuki DR 125 » recouvre une famille de motos de la marque japonaise Suzuki produites durant trois périodes distinctes : DR 125 S de 1982 à 1988, DR 125 SE de 1994 à 2002, DR 125 SM de 2008 à 2014.
Elles sont toutes dotées d'un moteur monocylindre à quatre temps de 125 cm3 refroidi par air.
Les versions S et SE sont typées trail, la version SM est typée supermotard.

## DR 125 S (1982-1992)
Ce sont les premières de la famille DR 125. Le démarrage se fait au kick.
Les modèles de 1982 à 1984 sont équipés de freins à tambour à l'avant comme à l'arrière, de jantes, chromées ou dorées, de 21" à l'avant et 18" à l'arrière, et de pneus tout-terrain.

DR 125 S (1991).

Le modèle subit plusieurs transformations en 1985 : le frein avant est désormais à disque, les tubes de fourche sont de plus gros diamètre, le réservoir oblong de 8,5 L est remplacé par un réservoir de 12,5 L à la forme plus « musclée », et le phare rond par un phare rectangulaire. En outre, la moto est équipée d'une petite sacoche fixée sur le pare-boue arrière,,.
La DR 125 S adopte ainsi une esthétique très proche de celle des trails plus puissants de la marque, les DR 500 puis DR 600 et 650.
Plusieurs coloris (notamment noir, bleu, jaune, rouge ou bicolore bleu/blanc) sont proposés au fil des ans.

## DR 125 SE (1994-2003)
Suzuki relance la DR 125 en 1994 en reprenant l'essentiel de la version S mais en la dotant d'un démarreur électrique.
Le moteur des versions S et SE offre une puissance de 12 ch à 9 800 tr/min, et un couple de 0,9 kg m à 8 600 tr/min : ces valeurs limitent l'agrément en usage routier intensif ou en duo.
La DR 125 S/SE est réputée fiable, très simple d'entretien, sobre (plus de 300 km d'autonomie avec le réservoir de 12,5 L) et « passe partout ». Légère (114 kg à vide), elle est également très maniable, malgré une hauteur de selle importante (820 mm).

## DR 125 SM (2008-2014)
La DR 125 SM utilise le même moteur que les versions précédentes, mais désormais doté de l'injection et d'un balancier d'équilibrage visant  à limiter les vibrations. Puissance et couple sont inchangés par rapport à la DR 125 SE.
Les freins avant et arrière sont à simple disque.
Quant aux roues, en cohérence avec le positionnement « supermotard » du modèle, elles sont désormais toutes deux de 17" et équipées de pneus de route.
La silhouette de la moto s'affine avec un réservoir de 9 L, plus étiré que celui de la SE.